# Église Saint-Pierre d'Aixirivall
L'église Saint-Pierre (catalan : església de Sant Pere) est une église construite en Andorre dans le style roman, aux XVIIe et XVIIIe siècles. L'édifice est classé Bé d'interès cultural par l'état andorran depuis 2003,.